# Zàton (krai de Perm)
|  | Per a altres significats, vegeu «Zàton». |

Zàton (en rus: Затон) és un poble (possiólok) del krai de Perm, a Rússia, que pertany al districte rural de Solikamsk. El 2010 tenia 508 habitants.